# Dibujo de san Juan Evangelista
El Dibujo de san Juan Evangelista es un dibujo actualmente atribuido al Greco. Es muy probable que este pintor preparase sus composiciones con croquis y dibujos sobre papel, puesto que en el inventario de sus bienes, realizado después de su muerte, se citan entre 150 y 250, pero son muy pocos los que se han conservado, y cuya atribución al maestro cretense sea indiscutible.

## Introducción
Este dibujo debió ser parte de un conjunto de croquis que abarcaría todo el proyecto de los Retablos de Santo Domingo el Antiguo. Este conjunto habría servido como una "pieza de contrato", que el Greco habría presentado y discutido con Diego de Castilla, cuya estricta supervisión se impuso a las ideas del maestro cretense. Esto se refleja en el memorándum adjunto al contrato original —que seguramente incluía los dibujos—, destacando que Diego de Castilla tenía plena autoridad para aceptar, rechazar u ordenar alteraciones en las pinturas terminadas: "Si alguna de estas pinturas no es satisfactoria en parte o en su totalidad, el dicho Dominico está obligado a corregirlas, o a rehacerlas, de manera que la obra sea perfecta y aceptable para Don Diego, a cuya opinión se someterá el mencionado Dominico..."
Enriqueta Harris Frankfort publicó este dibujo como estudio del santo del retablo mayor de Santo Domingo el Antiguo, y lo fechó poco después de la llegada del artista a España.

## Análisis de la obra
- Localización: Fundación Jan Krugier, Lausana, Suiza;
- Material y técnica: tinta marrón, y aguada marrón y gris sobre trazos de carboncillo, con resaltes blancos, sobre papel;
- Dimensiones: 136 × 50 mm;
- No está firmado; existe una inscripción anónima en tinta, probablemente del siglo XVII que cita: "Greco".

Tanto este dibujo de San Juan Evangelista como el Dibujo de San Juan Bautista, revelan mucho sobre el pensamiento y el método de trabajo del Greco. El artista define cuidadosamente las líneas arquitectónicas, usando aguada negra y marrón, y yeso blanco, sugiriendo un espacio detrás de las figuras, donde proyectan sus sombras. Trabajando en grisalla, el Greco imita la escultura para sugerir la caída de la luz, el volumen de las figuras y para definir el espacio que ocupan. A diferencia del dibujo de San Juan Bautista, la figura de San Juan Evangelista fue alterada considerablemente entre el dibujo y la pintura que se montó finalmente en el retablo. El dibujo muestra al evangelista equilibrando simétricamente al Bautista en un ángulo de tres cuartos. Sin embargo, en lugar de mirar hacia abajo como el Bautista, su rostro se vuelve ligeramente hacia el Cielo. El Greco quizás quiso mostrarle mirando la Asunción de María, en el centro del retablo, pero finalmente -acaso por una sugerencia de Diego de Castilla- optó por una postura más contemplativa.

## Procedencia
- Colección de William Stirling (adquirido antes de 1877);
- Col. William Stirling of Keir (por descendencia);
- Venta, Sotheby’s, Londres, 21 de octubre de 1963, no. 12;[3]
- Colección privada, Gran Bretaña;
- Venta, Bonhams, Londres, 9 de diciembre de 2002, no. 101;
- Colección Jan Krugier, Mónaco, JK 6104;
- Jan Krugier Foundation.[4]